# ماشین‌کاری با جت ساینده
یک جت گاز خنثی که ذرات ساینده بسیار ریز تشکیل شده با سرعت بالا (معمولان بین ۲۰۰–۴۰۰ متر بر ثانیه) به سطح قطعه کار برخورد کرده و باعث برداشت ماده از طریق عملیات براده برداری-فرسایشی می‌شود. این عمل فرسایشی برای بریدن، تمیز کردن، کنده کاری یا حکاکی، صیقلی کردن و پلیسه‌گیری به کار گرفته می‌شود. این روش برداشت ماده بر روی مواد سخت یا شکنده بسیار مؤثر است ولی برای مواد نرم مؤثر نمی‌باشد. از این روش می‌توان جزیات ریز و پیچیده را بر روی قطعات ترد ایجاد کرد.

## تاریخچه
این تکنولوژی نوین اولین بر توسط فرانز برای بریدن لوله‌های کاغذی در سال ۱۹۶۸ استفاده و در سال ۱۹۸۳ به صورت تجاری معرفی شد. در دهه ۱۹۸۰ ساینده‌ای از جنس لعل به جریان آب اضافه کردند که با این کار ماشین کاری با جت سایده به وجود آمد. در اوایل ۱۹۹۰ آقای جان اولسن، پیشگام تکنولوژی واتر جت، در صدد کشف راهی برای برش به وسیله جت ساینده به عنوان روشی همانند روش‌های سنتی برآمد. او با حذف نویز، گردوخاک و تخصص اپراتور توانست سیستمی را توسعه دهد که امروز به آن ماشین جت ساینده گویند.

## اجزا دستگاه ماشینکاری با جت ساینده

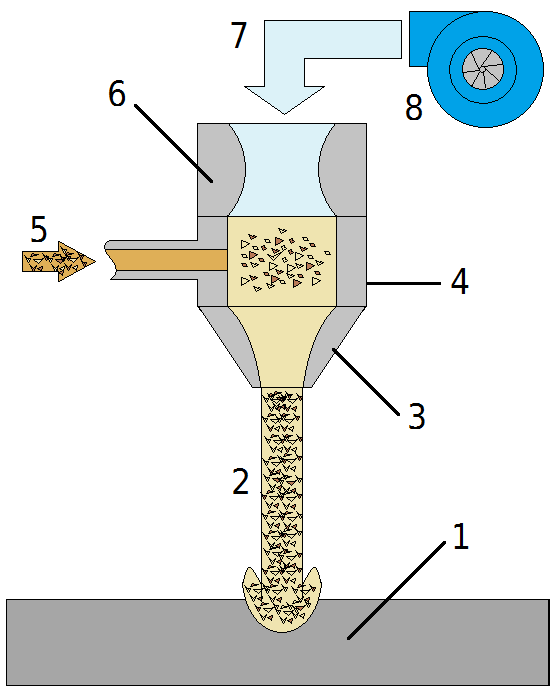
طرح ساده جت ساینده

### سیستم رانش گاز
سیستم رانش گاز، گاز خشک و تمیزی برای حرکت ذرات ساینده ایجاد می‌کند. این گاز معمولاً هوا، نیتروژن یا دی‌اکسید کربن می‌باشد. روش تولید این گاز از طریق یک سیلندر یا کمپرسور می‌باشد. در کمپرسور به منظور جلوگیری از آلودگی پودر ساینده توسط آب یا روغن از یک فیلتر هوا به همراه خشک کن استفاده می‌شود. گاز به کار رفته باید ارزان، غیر سمی و به راحتی در دسترس باشد و همچنین به هنگام خروج از نازل در محیط بیش از اندازه پخش و واگرا نشود. از گاز اکسیژن به دلیل خطر آتش‌سوزی استفاده نمی‌شود.

### تغذیه‌کننده مواد ساینده
مقدار ذرات ساینده مورد نیاز توسط تغذیه‌کننده ذرات ساینده تأمین می‌شود. مقدار ذرات ساینده در این دستگاه با ایجاد ارتعاش در سیستم تغذیه‌کننده کنترل می‌شود. ذرات توسط گاز حامل به محفظه مخلوط‌کننده رانده شده و سپس مخلوط هوا و ذرات ساینده به طرف نازل می‌روند. نازل، صورت مخلوط را که به طرف قطعه کار هدایت شده به مقدار بسیار بالای می‌رساند. برخورد جت مخلوط هوا و ذرات ساینده به سطح قطعه کار، سبب برداشت ماده بر اثر پدیده سایش می‌شود. نسبت پودر به وسیله تغییر گستره دامنه ارتعاشات قابل تنظیم می‌باشد.

### محفظه ماشین کاری
محفظه ماشین کاری باید به خوبی بسته شود تا تجمع ذرات ساینده در اطراف محل ماشین کاری به حد مضر نرسد. این محفظه، مجهز به یک سیستم گرد گیر با ایجاد خلأ می‌باشد که در صورت ماشین کاری مواد سمی مانند بریلیم باید توجه ویژه‌ای به این سیستم معطوف نمود. وظیفه دیگر این سیستم نیز حفظ سلامتی اپراتور می‌باشد.

### نازل
جنس نازل معمولاً از کاربید تنگستن یا یاقوت کبود می‌باشد (با عمر معمولاً ۳۰۰ ساعت) است که مقاومت بالای در برابر سایش دارند و با مقطع مربعی یا دایره‌ای ساخته می‌شوند. این قسمت به گونه‌ای طراحی می‌شود که افت فشار ناشی از وجود خم‌ها و اصطکاک به کمترین حد ممکن برسد. فشار نازل عموماً بین ۲–۸٫۵ کیلوگرم نیرو بر سانتی‌متر مربع می‌باشد که این مقدار بسته به جنس قطعه کار و ویژگی‌های مورد نیاز سطح ماشین کاری شده تغییر می‌کند.
با افزایش سایش نازل، واگرایی جریان جت افزایش یافته که نتیجه برش کاری پراکنده (نخواسته) بیشتر شده و دقت نیز به‌طور قابل توجهی کاهش می‌یابد. برش‌های نخواسته را می‌توان با استفاده از روکش‌هایی از جنس مواد نرم مانند لاستیک (برای کارهای با دقت کم یا لبه‌های نامشخص)، یا فلزات (برای کارهای دقیق یا با لبه‌های مشخص و تیز) کنترل کرد. این روکش‌ها فقط قسمت‌های از کار را که ماشین کاری آن‌ها مورد نظر نیست می‌پوشانند.

### ساینده‌ها
آلومینیوم اکسید(Al2O3)، سیلیسیم کاربید SiC، دانه‌های شیشه، خرده شیشه، بی‌کربنات سدیم نمونه‌ای از ساینده‌های مورد استفاده در این فرایند می‌باشد. انتخاب ساینده‌ها با توجه به جنس قطعه کار، نرخ برداشت ماده(MRR)و دقت ماشین کاری مورد نظر صورت می‌گیرد. از اکسید آلومینیم برای تمیز کاری، برش کاری و پلیسه‌گیری استفاده می‌شود. از سیلیسیم کاربید هم برای کاربردهای مشابه اما برای قتیتی با جنس سخت‌تر استفاده می‌شود. برای پرداخت سطحی مات و بی جلا، دانه‌های شیشه مناسب است درحالیکه خرده شیشه برای به دست آوردن لبه‌های تیزتر بهتر می‌باشد. با این وجود تمیز کاری، پلیسه‌گیری و بریدن مواد نرم توسط بی کربنات سدیم بهتر انجام می‌شود. در مورد بی کربنات سدیم این نکته ضروری است که این ماده جاذب رطوبت است و اگر تا دمعی بیش از ۴۹ درجه سانتیگراد گرم شود تجزیه می‌شود.

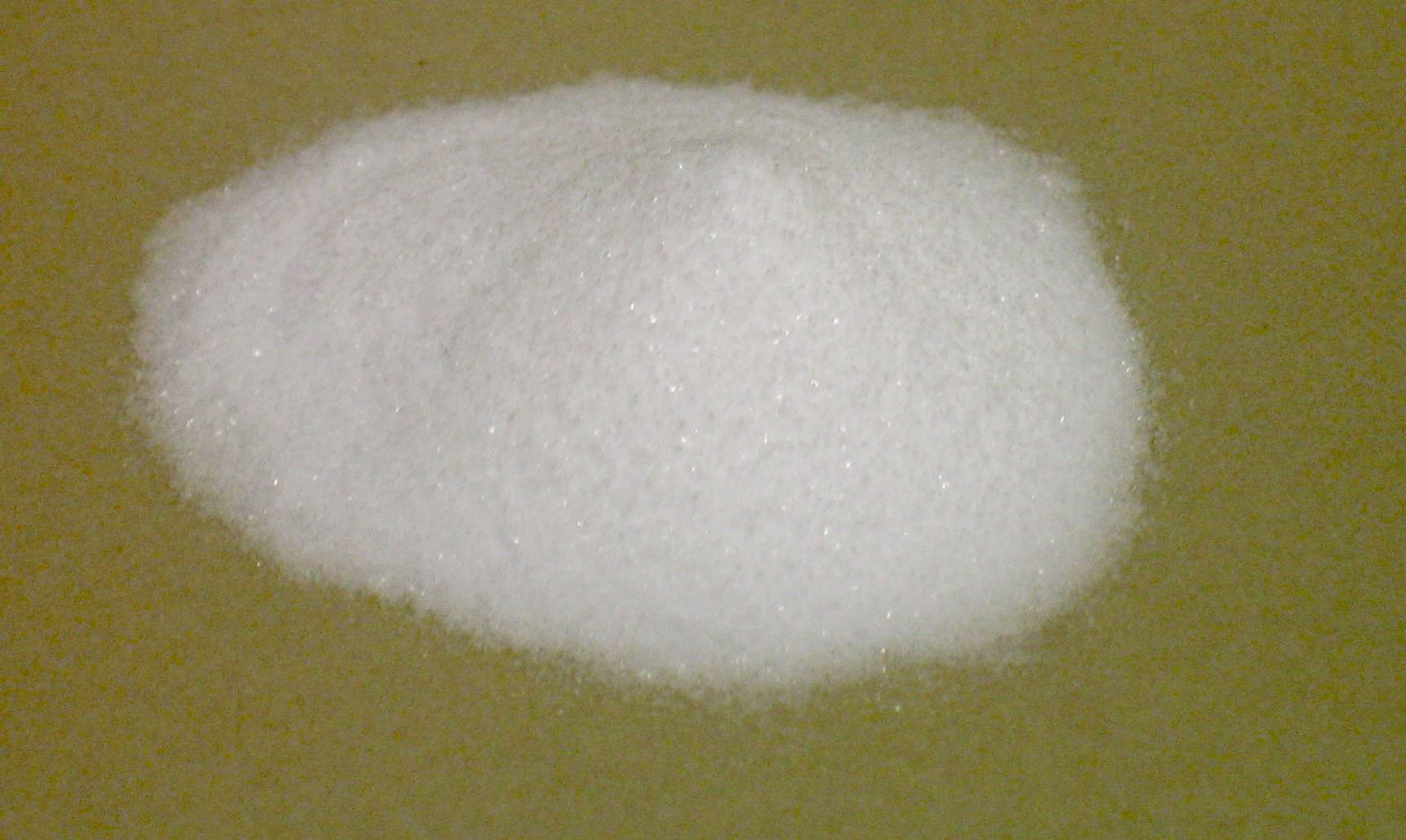
نمونه‌ای از بی‌کربنات سدیم

اندازه ذرات ساینده بین ۱۰–۵۰ میکرون می‌باشد. اندازه‌های کوچکتر برای پرداخت سطح و تمیز کاری استفاده می‌شود در حالیکه دانه‌های درشت تر برای جوش کاری و کوبش (حذف عیوب سطحی) و برش کاری مناسب است. دانه‌های ریز از نظر شکل هندسی، بی نظمی کمتری دارند از این رو توانی آن‌ها برای برش کاری کمتر است. ذرات ساینده باید اشکال تیز و نه منظمی داشته و به اندازه کافی کوچک باشند تا در گاز حامل به صورت معلق باقی بمانند. استفاده مجدد از ساینده‌ها به دو دلیل پیشنهاد نمی‌شود
- آلوده شدن ساینده‌ها با براده‌های فلزی ممکن است سبب انسداد دهانه نازل گردد.
- قابلیت برش ذرات ساینده کاهش می‌یابد.
- با توجه به پایین بودن مصرف ذرات ساینده(۳۰۰ گرم در ساعت) استفاده مجدد از نظر اقتصادی مقرون به صرفه نیست.

## پارامترهای مهم فرایند
- فاصله پیشانی نازل تا قطعه کار(SOD، گاهی اوقات فاصله نوک نازل هم نامیده می‌شودNTD)
- نوع و اندازه ذرات ساینده
- دبی ذرات ساینده
- فشار گاز
- جنس قطعه کار
- نرخ تغذیه یا سرعت پیشروی[۳][۴]

## مزایا
- با این روش می‌توان سوراخ‌ها و حفره‌های پیچیده از جنس مواد سخت به شکل‌های دلخواه را ماشین کاری کرد
- مواد شکننده کا در روش‌های سنتی به سختی ماشین کاری می‌شوند به این روش با دقت بالای ماشین کاری می‌شوند
- ماشین کاری قسمت‌های نازک مواد ترد با دقت و کیفیت بالا
- سرمایه‌گذاری اولیه پایین
- تولید حرارت در این روش وجود ندارد
- عدم برخورد قطعه کار و ابزار عدم وجود تنش‌های پسماند مکانیکی در اثر برخورد ابزار

## معایب
- نرخ برداشت پایین ماده
- برای مواد شکل پذیر مناسب نیست
- دقت ماشین کاری کم
- نیاز به تمیز کاری بد از عملیات به دلیل چسبیدن ذرات به قطعه کار
- مخروطی و شیب دار شدن لبه قطعات[۵]

## کاربردها
- ماشین کاری مودی که نسبت به حرارت حساس اند مانند سیلیکون و گالیوم
- این فرایند برای تمیز کاری، برداشت اکسید از روی فلزات، لکه از روی سرامیک و دیگر روکش‌ها از روی قطعه کار مورد نظر مناسب می‌باشد
- پلیسه‌گیری پلاستیک‌ها، برش فویل‌های فلزی و ماشین کاری سوپر آلیاژها
- مات کردن مواد براق
- ماشین کار مواد ترد، نازک و شکننده مانند ژرمانیوم به دلیل نیرو کم ماشین کاری
- پلیسه‌گیری قطعات کوچک مانند لوازم پزشکی، شیرهای هیدرولیکی و اجزا سیستم احتراق هواپیما
- سخت بلاست برش و گونیا کردن در ابعاد میکرو
- صیقل کاری نایلون‌ها و تفلون ها[۶]